# Bibliothèque de l'Office central de statistiques
La Bibliothèque de l'Office central de statistiques (en hongrois : Központi Statisztikai Hivatal Könyvtár) est située dans le 2e arrondissement de Budapest, dans le quartier d'Országút, en lisière du Mechwart liget. Il s'agit d'une bibliothèque spécialisée d'État, adossée à l'Office central de statistiques (KSH). Elle rassemble l'une des plus importantes collections statistiques d'Europe.